# Karl von Hess (Stifter)
Karl von Hess (* 17. Juli 1788 in Fulda; † 2. Oktober 1872 in Kissingen) war ein deutscher Privatier und Stiftungsgründer.
In seinem Testament stiftete Karl von Hess sein Vermögen zur Gründung der „Carl-von-Heß’schen Sozialstiftung“. In diesem Rahmen entstand u. a. das Hammelburger Distriktkranken- und Pfründerspital.

## Biographie

### Familie
Karl von Hess’ Eltern waren der fuldische Hofrat und Gutsbesitzer Johann Philipp Christoph Erasmus Joseph von Hess (* 2. Juni 1750 in Hammelburg; † 18. November 1825 ebenda) und Maria Gertraud (Gertrude) von Hess, geb. Wan(c)kel (* 1757 in Hammelburg; † 13. Juli 1828 ebenda), die am 21. Juli 1783 geheiratet hatten.
Karl von Hess’ Geschwister waren Friedrich Georg Blasius Bonifatius von Hess (* 4. Juni 1787 in Fulda; † 4. Februar 1854 in Hammelburg), Anna Maria Dorothea von Hess (* 11. Januar 1791; Heirat mit Baron Heinrich von Buttler am 5. August 1816) und Bernhard Franz Friedrich von Hess (* 22. Mai 1792 in Hammelburg; † 20. April 1869 in Bad Kissingen).
Karl von Hess’ Großvater väterlicherseits war der Fürstlich-Würzburgische Hofrath Ignaz Philipp von Hess, der mit Maria Apollonia von Amling verheiratet war.
Sowohl Karl von Hess als auch seine Geschwister verstarben kinderlos.

### Namenschreibweise
Im Lauf der Zeit hat sich die Schreibweise „Carl von Heß“ etabliert. Kreisheimatpfleger Werner Eberth stieß bei seinen Nachforschungen jedoch auf einige Dokumente, darunter auch das Testament des Stiftungsgründers, die von diesem mit „Karl von Hess“ unterzeichnet wurden. Die „Carl-von-Heß’sche Sozialstiftung“ beschloss am 18. Januar 2012 in Bad Brückenau, auf Grund der Erkennbarkeit die Schreibweise mit „C“ und „ß“ beizubehalten.
Die Adelszugehörigkeit der Familie von Hess geht bis in das 15. Jahrhundert zurück. Im Jahr 1819 bewarb sich Karl von Hess’ Vater Johann Philipp von Hess um eine Eintragung in das Adelsmatrikel.

### Leben
Nach dem Abitur an der Hammelburger Lateinschule, der Vorgängerschule des heutigen Frobenius-Gymnasiums Hammelburg, studierte Karl von Hess ab 1807 Philosophie und Forstwirtschaft an der Universität Würzburg. Danach wurde er Besitzer eines von ihm selbst bewirtschafteten Gutes in Schwärzelbach (heute Ortsteil von Wartmannsroth).

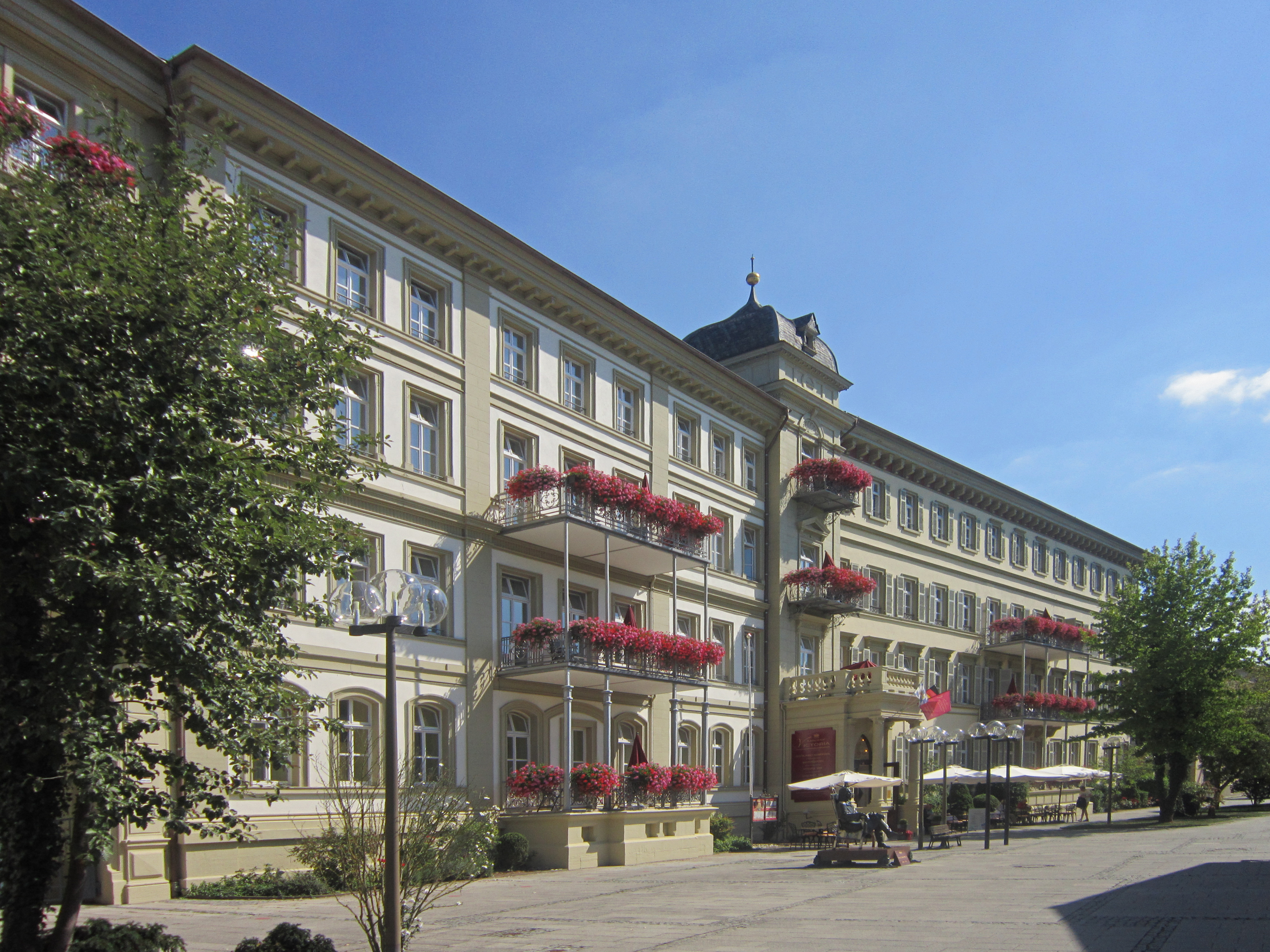
Der „Kaiserhof Victoria“ (Am Kurgarten 5/7).

Im Jahr 1835 verkaufte Karl von Hess sein Schwärzelbacher Gut und errichtete in der „Würzburger Straße“ bzw. „Würzburger Allee“ (heute „Am Kurgarten 7“) in Kissingen ein Kurhotel, dessen Bau von Architekt Johann Gottfried Gutensohn ausgeführt wurde. Das Kurhotel bildete später gemeinsam mit dem Hotel „Kaiserhof“ den heutigen „Kaiserhof Victoria“. Das Kurhotel wurde beispielsweise von Königin Pauline von Württemberg (im Jahr 1858) sowie der als „Sisi“ bekannten österreichischen Kaiserin Elisabeth besucht, die hier im Jahr 1862 zunächst allein und 1864 gemeinsam mit ihrem Gatten Franz Joseph I. logierte.
Am 15. August 1870 verfasste Karl von Hess sein Testament, in dem er den Einsatz seines Erbvermögens für wohltätige Zwecke bestimmte. Auf dieser Basis entstand die heutige „Carl-von-Heß’sche Sozialstiftung“, die am 2. März 1873 von König Ludwig II. genehmigt wurde; ferner entstanden u. a. das Hammelburger Distriktkranken- und Pfründerspital, eine ambulante Krankenversorgung sowie eine Kleinkinderbewahranstalt.
Karl von Hess starb im Alter von 84 Jahren nach mehrjährigem schweren Leiden am 2. Oktober 1872 in Kissingen. Er wurde auf dem Hammelburger Friedhof in der Friedhofskapelle bestattet, deren Bau er testamentarisch verfügt hatte.

## Testament
Am 15. August 1870 verfasste Karl von Hess sein Testament, das er im August 1871 noch um zwei Nachträge ergänzte.
Karl von Hess und seine Brüder haben sich aller Wahrscheinlichkeit nach in ihren Testamenten gegenseitig bedacht. Falls es kein Testament gab, wurden im Todesfall eines Bruders, da die Eltern der Hess-Brüder bereits verstorben waren, die überlebenden Brüder gesetzliche Erben. So erbte Karl von Hess das Vermögen der vor ihm verstorbenen Brüder Friedrich Georg († 1854) und Bernhard Franz († 1869). Karl von Hess gab im Testament sein Vermögen mit 283.883 Gulden an, was heute einem Wert zwischen 7 und 15 Millionen Euro entsprechen würde.
In seinem Testament regelte Karl von Hess die Errichtung einer Grabkapelle in Hammelburg als Familiengrab, die Verwaltung seines Erbvermögens, den Einsatz seines Vermögens zur Gründung eines Hammelburger Distriktkranken- und Pfründerspitals sowie den Tätigkeitsbereich des Krankenhauses. Zudem legte er Zahlungen aus seinem Vermögen an Hammelburger Institutionen fest, so die Hammelburger Pfarrkirche, die Bürgerspitalstiftung, die Seelenhausstiftung, die Freiwillige Feuerwehr, die gewerbliche und landwirtschaftliche Fortbildungsschule, die Lateinschule und das Kloster Altstadt fest wie auch für die Hammelburger Armen und Schulkinder. In Kissingen förderte er testamentarisch u. a. die Kleinkinderbewahranstalt, den Armenbaufonds, die Feuerwehr und stellte 11.000 Gulden für ein Grundstück zum Bau der späteren Herz-Jesu-Stadtpfarrkirche zur Verfügung. Weiterhin stiftete Hess Beträge für das Knabenseminar und die Kreispflege-Anstalt im Kilianeum Würzburg sowie für eine selbstständige Pfarrei in Schwärzelbach (heute Ortsteil von Wartmannsroth).